# 1988-as Formula–1 detroiti nagydíj
Az 1988-as Formula–1-es világbajnokság  hatodik futama az amerikai nagydíj volt.

## Futam
A kelet-amerikai nagydíjon, Detroitban Senna ismét az élről indulva győzött, majdnem 40 másodperc előnnyel. A 4. helyről induló Prost a rajt után Boutsen mögé is visszaesett, de a 6. körben már második volt, Sennát azonban nem tudta utolérni. Berger defekt, Alboreto és Piquet pedig baleset miatt esett ki, így Boutsen lett a harmadik.
|         | Rsz. | Versenyző          | Csapat          | Körök | Idő/Kiesések  | Rajthely | Pontok |
| ------- | ---- | ------------------ | --------------- | ----- | ------------- | -------- | ------ |
| 1       | 12   | Ayrton Senna       | McLaren-Honda   | 63    | 1:54:56,035   | 1        | 9      |
| 2       | 11   | Alain Prost        | McLaren-Honda   | 63    | + 38,713      | 4        | 6      |
| 3       | 20   | Thierry Boutsen    | Benetton-Ford   | 62    | + 1 kör       | 5        | 4      |
| 4       | 22   | Andrea de Cesaris  | Rial-Ford       | 62    | + 1 kör       | 12       | 3      |
| 5       | 3    | Jonathan Palmer    | Tyrrell-Ford    | 62    | + 1 kör       | 17       | 2      |
| 6       | 23   | Pierluigi Martini  | Minardi-Ford    | 62    | + 1 kör       | 16       | 1      |
| 7       | 29   | Yannick Dalmas     | Larrousse-Ford  | 61    | + 2 kör       | 24       |        |
| 8       | 36   | Alex Caffi         | Dallara-Ford    | 61    | + 2 kör       | 21       |        |
| 9       | 4    | Julian Bailey      | Tyrrell-Ford    | 59    | Kicsúszás     | 22       |        |
| Kiesett | 24   | Luis Perez-Sala    | Minardi-Ford    | 54    | Váltó         | 25       |        |
| Kiesett | 30   | Philippe Alliot    | Larrousse-Ford  | 46    | Féltengely    | 14       |        |
| Kiesett | 33   | Stefano Modena     | EuroBrun-Ford   | 46    | Kicsúszás     | 19       |        |
| Kiesett | 27   | Michele Alboreto   | Ferrari         | 45    | Ütközés       | 3        |        |
| Kiesett | 25   | René Arnoux        | Ligier-Judd     | 45    | Túlmelegedés  | 20       |        |
| Kiesett | 15   | Maurício Gugelmin  | March-Judd      | 34    | Motorhiba     | 13       |        |
| Kiesett | 6    | Riccardo Patrese   | Williams-Judd   | 26    | Elektronika   | 10       |        |
| Kiesett | 1    | Nelson Piquet      | Lotus-Honda     | 26    | Kicsúszás     | 8        |        |
| Kiesett | 32   | Oscar Larrauri     | EuroBrun-Ford   | 26    | Váltó         | 23       |        |
| Kiesett | 17   | Derek Warwick      | Arrows-Megatron | 24    | Kicsúszás     | 9        |        |
| Kiesett | 5    | Nigel Mansell      | Williams-Judd   | 18    | Motorhiba     | 6        |        |
| Kiesett | 14   | Philippe Streiff   | AGS-Ford        | 15    | Felfüggesztés | 11       |        |
| Kiesett | 19   | Alessandro Nannini | Benetton-Ford   | 14    | Felfüggesztés | 7        |        |
| Kiesett | 18   | Eddie Cheever      | Arrows-Megatron | 14    | Elektronika   | 15       |        |
| Kiesett | 21   | Nicola Larini      | Osella          | 7     | Motorhiba     | 26       |        |
| Kiesett | 28   | Gerhard Berger     | Ferrari         | 6     | Defekt        | 2        |        |
| Kiesett | 26   | Stefan Johansson   | Ligier-Judd     | 2     | Túlmelegedés  | 18       |        |
| NI      | 16   | Ivan Capelli       | March-Judd      | 0     | Betegség      | 0        |        |
| NK      | 2    | Nakadzsima Szatoru | Lotus-Honda     |       |               | 0        |        |
| NK      | 10   | Bernd Schneider    | Zakspeed        |       |               | 0        |        |
| NK      | 9    | Piercarlo Ghinzani | Zakspeed        |       |               | 0        |        |
| NK      | 31   | Gabriele Tarquini  | Coloni-Ford     |       |               | 0        |        |

## Statisztikák
Vezető helyen:
- Ayrton Senna: 63 (1-63)

Ayrton Senna 9. győzelme, 22. pole-pozíciója, Alain Prost 23. leggyorsabb köre.
- McLaren 61. győzelme.